# Sept-Frères
Sept-Frères är en kommun i departementet Calvados i regionen Normandie i norra Frankrike. Kommunen ligger i kantonen Saint-Sever-Calvados som ligger i arrondissementet Vire. År 2018 hade Sept-Frères 371 invånare.

## Befolkningsutveckling
Antalet invånare i kommunen Sept-Frères
Referens:INSEE